# Nassau (Bahamy)
Nassau je hlavní město a komerční centrum Baham. V roce 2002 zde žilo 210 832 obyvatel, kteří tvořili téměř 70 % obyvatel ostrovů (303 611). Město je položeno na ostrově New Providence, který je jedním z federálních distriktů souostroví. Zhruba šestnáct kilometrů na západ od města je letiště Lynden Pindling, odkud denně létají spoje do USA, Kanady, Velké Británie a Karibiku.

## Historie
Nassau bylo založeno britskými osadníky roku 1670 a pojmenovalo ho jako Charles Town. V roce 1695 bylo ale přejmenováno na počest místodržícího a pozdějšího krále Anglie, Skotska a Irska Viléma III., z rodu Orange-Nassau. Do roku 1713 se Bahamy staly útočištěm pro piráty Thomase Barrowa a Benjamina Hornigolda. Ti prohlásili Nassau za pirátskou republiku. Žili zde také piráti Calico Jack Rackham a nechvalně proslulý Edward Teach, známý jako „Blackbeard“, tedy Černovous.
Rozvoj města propukl koncem 18. století, když sem emigrovaly tisíce amerických loyalistů po válce za nezávislost. Mnoho z nich se zde trvale usadilo.

## Partnerská města
- Acapulco, Mexiko
- Detroit, Spojené státy americké
- Kiš Island, Írán
- Paraná, Argentina
- Šanghaj, Čína
- Winston-Salem, Spojené státy americké